# Збігнєв Левинський
Збі́гнєв Вінце́нтій Бро́хвич-Леви́нський (пол. Zbigniew Wincenty Brochwicz-Lewiński, 16 грудня 1877, Кельці — 19 грудня 1951, Глазго) — польський архітектор, військовий діяч.

## Біографія
Народився 16 грудня 1877 року в місті Кельцях. Син Марцелія Левинського і Олександри з Шимкевичів. У Кельцях відвідував гімназію, з якої був виключений за участь у підпільних гуртках. Атестат зрілості отримав 1895 року у Варшаві. Освіту здобув у 1896–1903 роках на факультеті архітектури Петербурзької академії мистецтв. 1904 року мобілізований до російського війська для участі у російсько-японській війні. Утік до Галичини, оселився у Львові. 1908 року отримав концесію будівничого, організував власне проєктне бюро, яке розташовувалося на вулиці Кадетській, 8 (нині вулиця Героїв Майдану), а від 1912 року — на вулиці Свєнціцького, 11а. Проєктував у стилі раціонального модерну, застосовуючи форми стилізованих історичних стилів.
Від 1911 року член мистецького об'єднання «Зеспул» (пол. «Zespół»). Входив до його правління. 1913 року брав участь у колективній виставці об'єднання в залах Технологічного інституту. У 1908—1915 роках був членом Політехнічного товариства. Входив до складу журі конкурсу на проєкт вілли для виставки у Римі (1910), ескізів дому Ремісничої палати на площі Стрілецькій у Львові (1912), будинку земельного товариства у Перемишлі (1912). Член польових дружин польського товариства «Сокіл».
Брав участь у польсько-українській і польсько-більшовицькій війнах. Під час останньої, у 1920 році був тяжко поранений. 1921 року закінчив Вищу військову школу. 1935 року вийшов на пенсію. 1939 року був референтом у штабі головнокомандувача. Автор низки публікацій у військових часописах. Емігрував до Франції, де став комендантом Центру навчання офіцерів в Ансені. Пізніше виїхав до Великої Британії. Помер у Глазго 19 грудня 1951. Похований там же.
Нагороджений орденом Virtuti Militari 5 ступеня, Хрестом незалежності, Орденом Відродження Польщі 4 ступеня, Золотим Хрестом Заслуги, Хрестом Хоробрих (двічі), болгарським Орденом «Святого Олександра» 3 ступеня, французьким Орденом Почесного легіону 5 ступеня.
Роботи
- Власний прибутковий будинок у стилі раціонального модерну зі стилізованими середньовічними елементами на вулиці Героїв Майдану, 8 у Львові (1906, 1907).
- Прибутковий будинок Еміля Векслера на нинішньому проспекті Шевченка, 27 у Львові (1908, 1909). Будинок у стилі раціонального модерну, збудований під впливом англійської архітектури початку XX ст. Тут у 1909–1939 роках розташовувалася відома кав'ярня «Шкоцька» («Шотландська»).
- Прибутковий будинок Броніслава Дембінського у стилі модернізованого класицизму на вулиці Каліча Гора (1909–1910).
- Будинок Альфреди Залевської у стилі модернізованого класицизму на вулиці Дорошенка, 77 (1910–1911). З. Левинським розроблено фасад. Автором планування був Ю. Пйонтковський.
- Перебудова дому Вищого крайового суду на вулиці Судовій, 7 у Львові (1912).[7]
- Будинок управління залізниць на вулиці Гоголя, 1-3, на розі з вулицею Листопадового чину у Львові (1913). Спорудженню передував конкурс, на котрому перші місця здобули проєкти Я. Завейського і Р. Бандурського, А. Захаревича та Л. Соколовського, С. Пйотровського та С. Фертнера. До реалізації однак прийнято позаконкурсний проєкт Збігнєва Брохвича-Левинського.

Нереалізовані проєкти
- Проєкт садиби у Жміґруді. Макет експонували 1913 року на виставці товариства «Зеспул» у Львові.[8]
- Проєкт друкарні Оссолінеуму у дворі будинку на вулиці Калічій горі, 5 (1913).[9]
- Друга нагорода на конкурсі проєктів Купецької палати в Кракові (співавтор Ян Протшке).[10]
- Третя нагорода на конкурсі регуляції вулиці Вольської у Кракові (1914, співавтор Ян Протшке).[11]

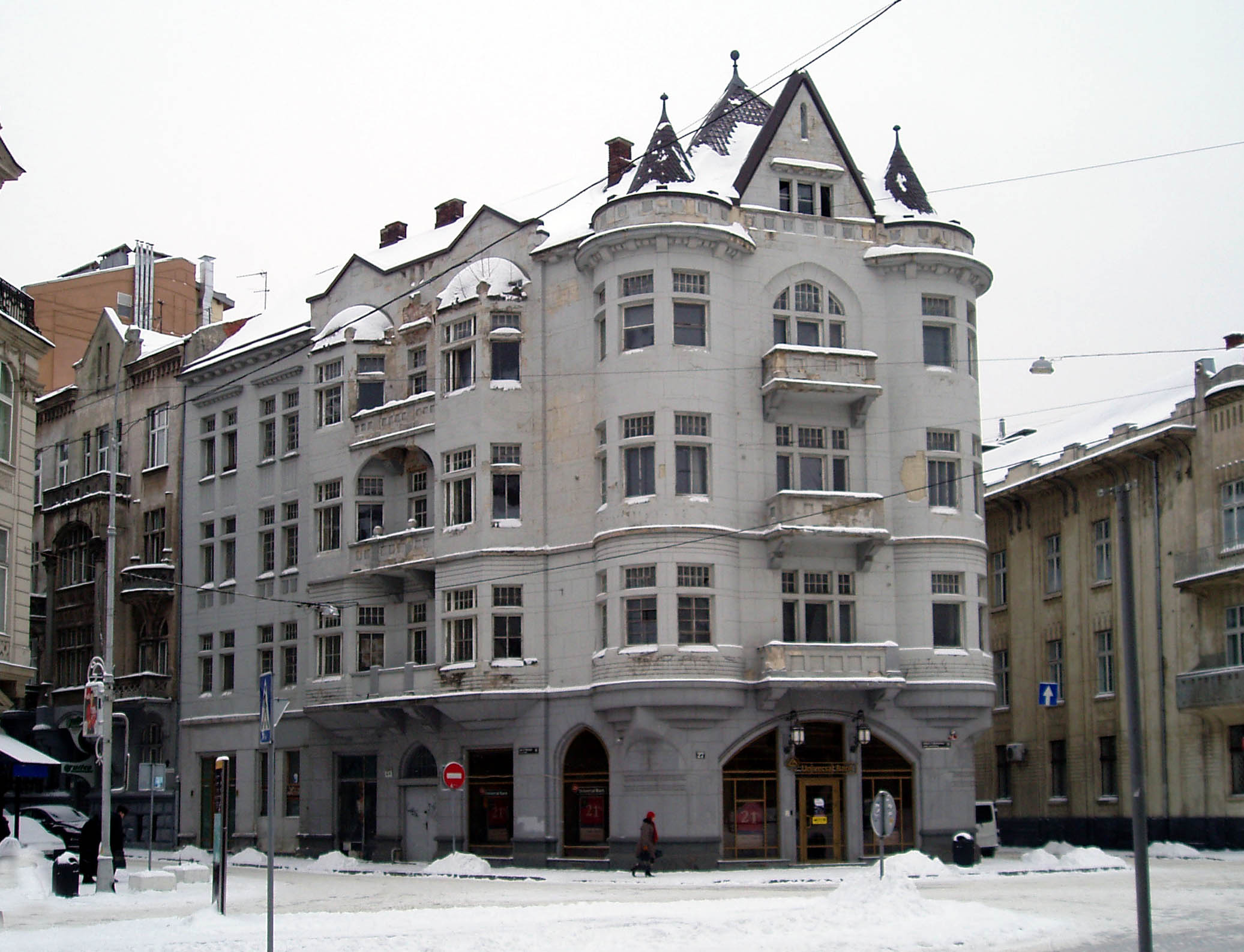
Будинок на проспекті Шевченка, 27 у Львові
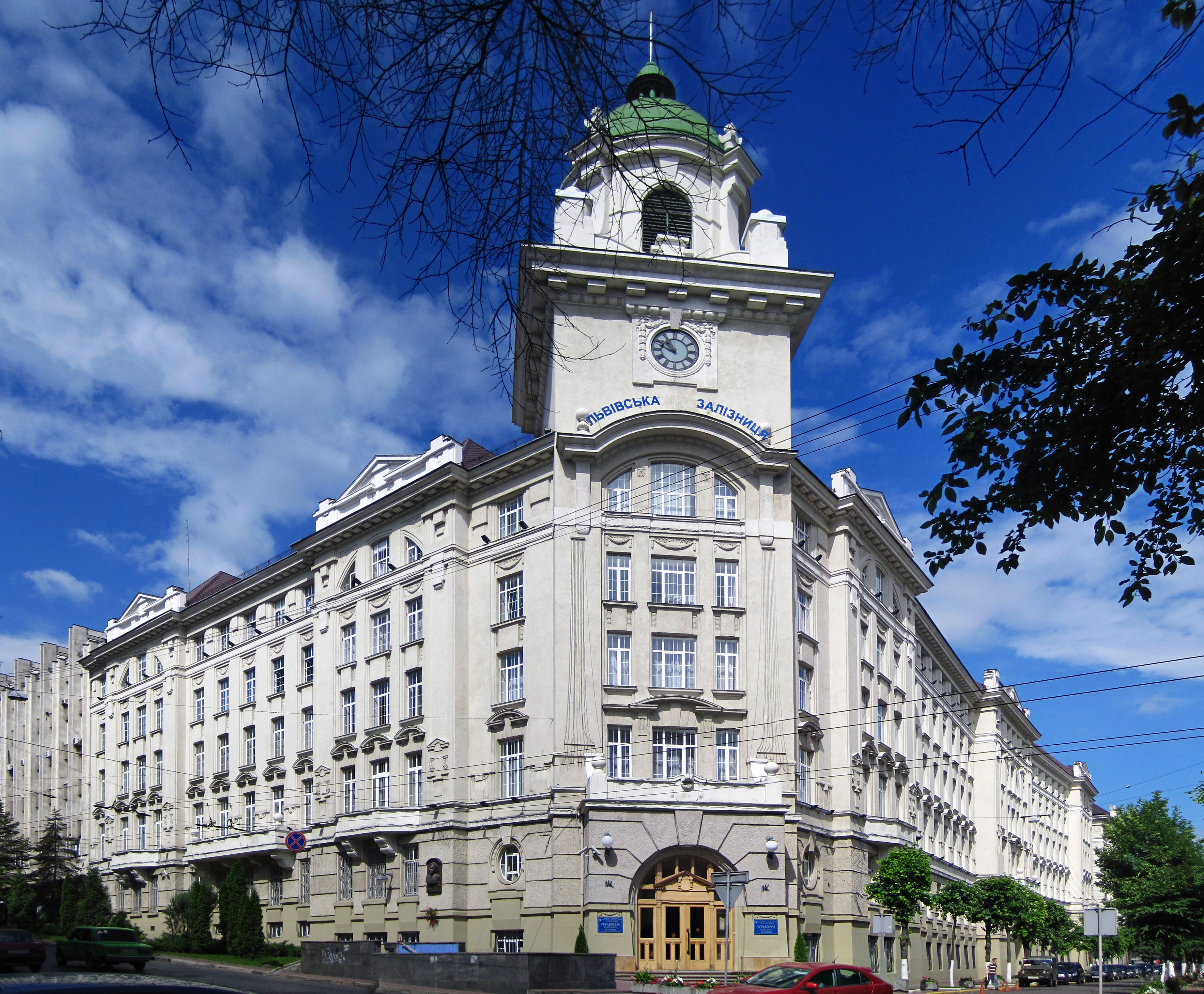
Управління Львівської залізниці на вулиці Гоголя у Львові
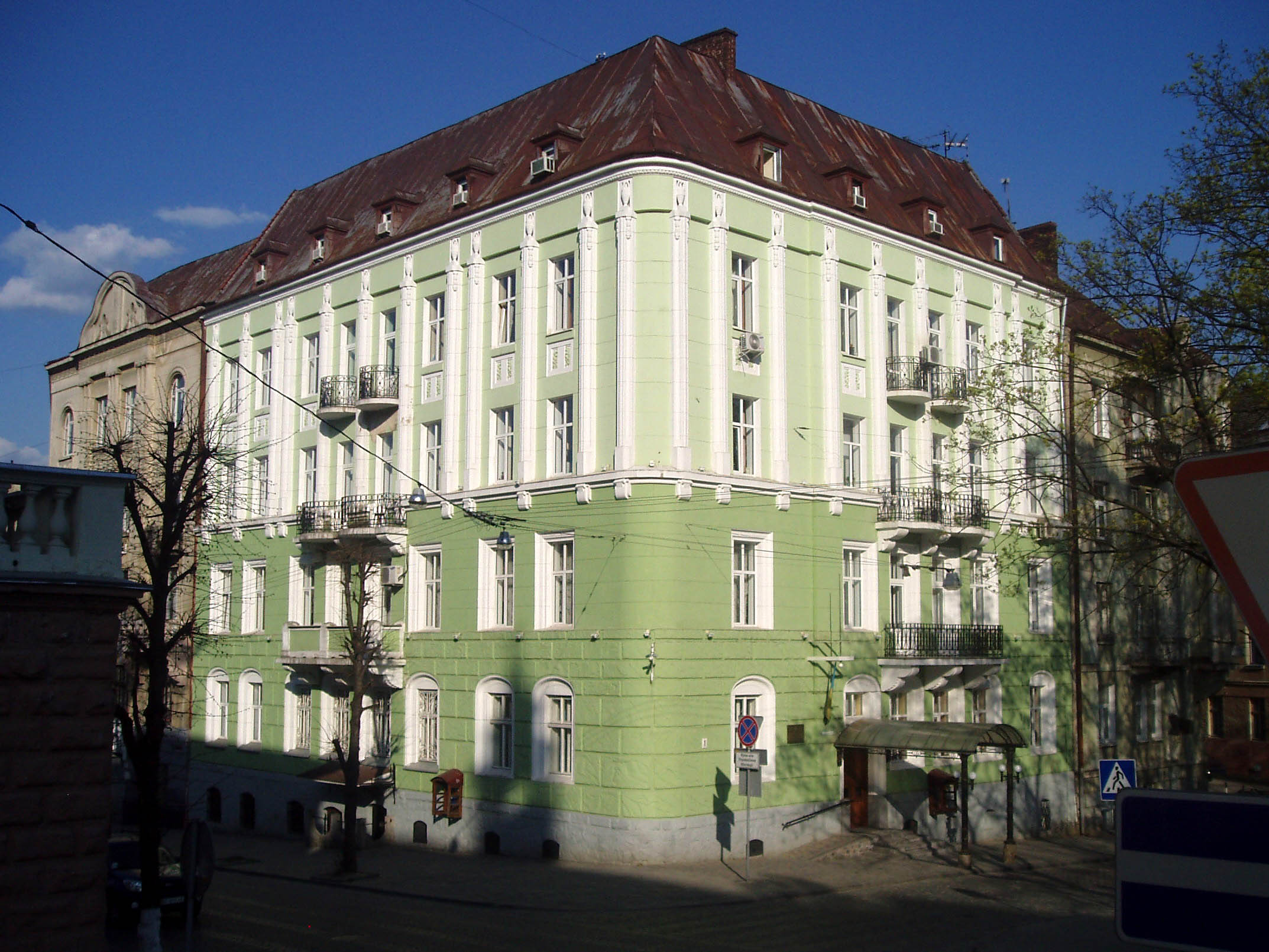
Будинок на вулиці Дорошенка, 77 у Львові
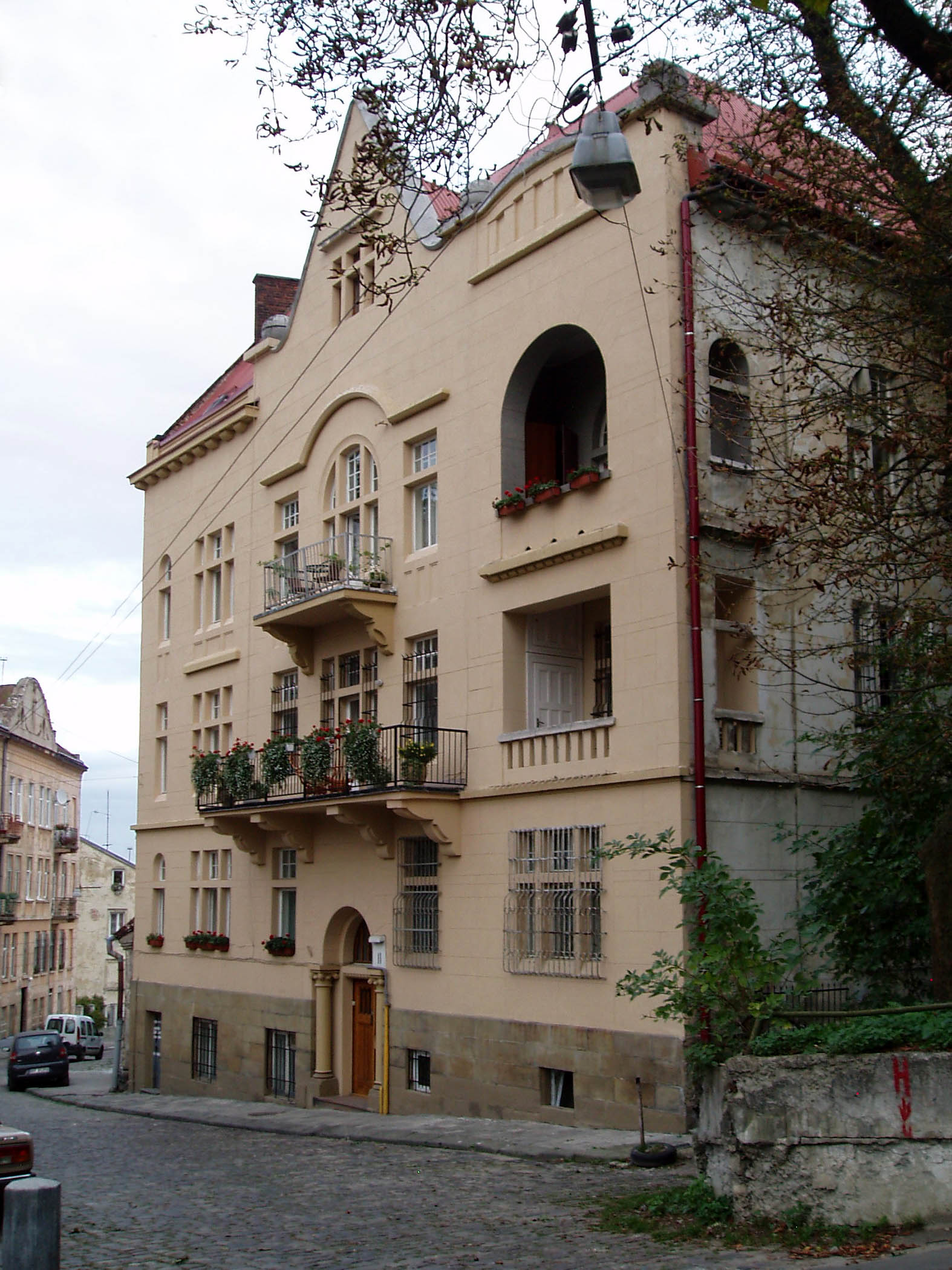
Будинок на вулиці Каліча Гора, 11 у Львові